# Vlag van Vancouver

Vlag van Vancouver (ratio 1:2)

De vlag van Vancouver werd aangenomen door de gemeenteraad op 17 mei 1983. Hij werd ontworpen door Robert Watt, de toenmalige directeur van het Vancouver Museum en later de Chief Herald van Canada.
Het ontwerp bestaat uit een groene driehoek met daarin een gouden schild met het stadsembleem. Het stadsembleem bestaat uit een muurkroon met gekruiste bijl en peddel. De golvende banen van wit en azuurblauw symboliseren de Grote Oceaan en de rivieren die de stad omringen. Ze zijn vergelijkbaar met en hebben dezelfde betekenis als op de vlag van Brits-Columbia.
De muurkroon vermeldt de status van Vancouver als ingelijfde stad. De bijl en de peddel lijken op de schildhouders van het wapen en staan voor de traditionele industrieën, houtkap en visserij. De groene achtergrond staat symbool voor de bossen die vroeger op de locatie van de stad lagen.